# Oceania Rugby Women's Championship 2025
El Oceania Rugby Women's Championship de 2025 fue la séptima edición del torneo femenino de rugby de Oceanía.
El torneo se disputa en la ciudad de Sigatoka, Fiyi.

## Equipos participantes
- Selección femenina de rugby de Fiyi
- Selección femenina de rugby de Samoa
- Selección femenina de rugby de Tonga

## Formato
El torneo se disputó en formato de todos contra todos a una sola ronda.
Para ordenar a los equipos en la tabla de posiciones se los puntuó según los resultados obtenidos.
- 4 puntos por victoria.
- 2 puntos por empate.
- 0 puntos por derrota.
- 1 punto bonus por ganar haciendo 3 o más tries que el rival.
- 1 punto bonus por perder por siete o menos puntos de diferencia.

## Tabla de posiciones
| Pos. | Equipo | Encuentros | Encuentros | Encuentros | Encuentros | Tantos  | Tantos    | Tantos     | Puntos Bonus | Puntos Totales |
| Pos. | Equipo | jugados    | ganados    | empatados  | perdidos   | a favor | en contra | diferencia | Puntos Bonus | Puntos Totales |
| ---- | ------ | ---------- | ---------- | ---------- | ---------- | ------- | --------- | ---------- | ------------ | -------------- |
| 1    | Fiyi   | 2          | 2          | 0          | 0          | 83      | 25        | +58        | 1            | 9              |
| 2    | Samoa  | 2          | 1          | 0          | 1          | 84      | 38        | +46        | 2            | 6              |
| 3    | Tonga  | 2          | 0          | 0          | 2          | 19      | 123       | -104       | 0            | 0              |

Nota: Se otorgan 4 puntos al equipo que gane un partido y 2 al que empate
Puntos Bonus: 1 punto por convertir 4 tries o más en un partido y 1 al equipo que pierda por no más de 7 tantos de diferencia

### Resultados
| 6 de junio | Fiyi | 59 - 5 | Tonga | Lawaqa Park, Sigatoka |  |

| 10 de junio | Samoa | 64 - 14 | Tonga | Lawaqa Park, Sigatoka |  |

| 14 de junio | Fiyi | 24 - 20 | Samoa | Lawaqa Park, Sigatoka |  |